# 후쿠시마 야스마사

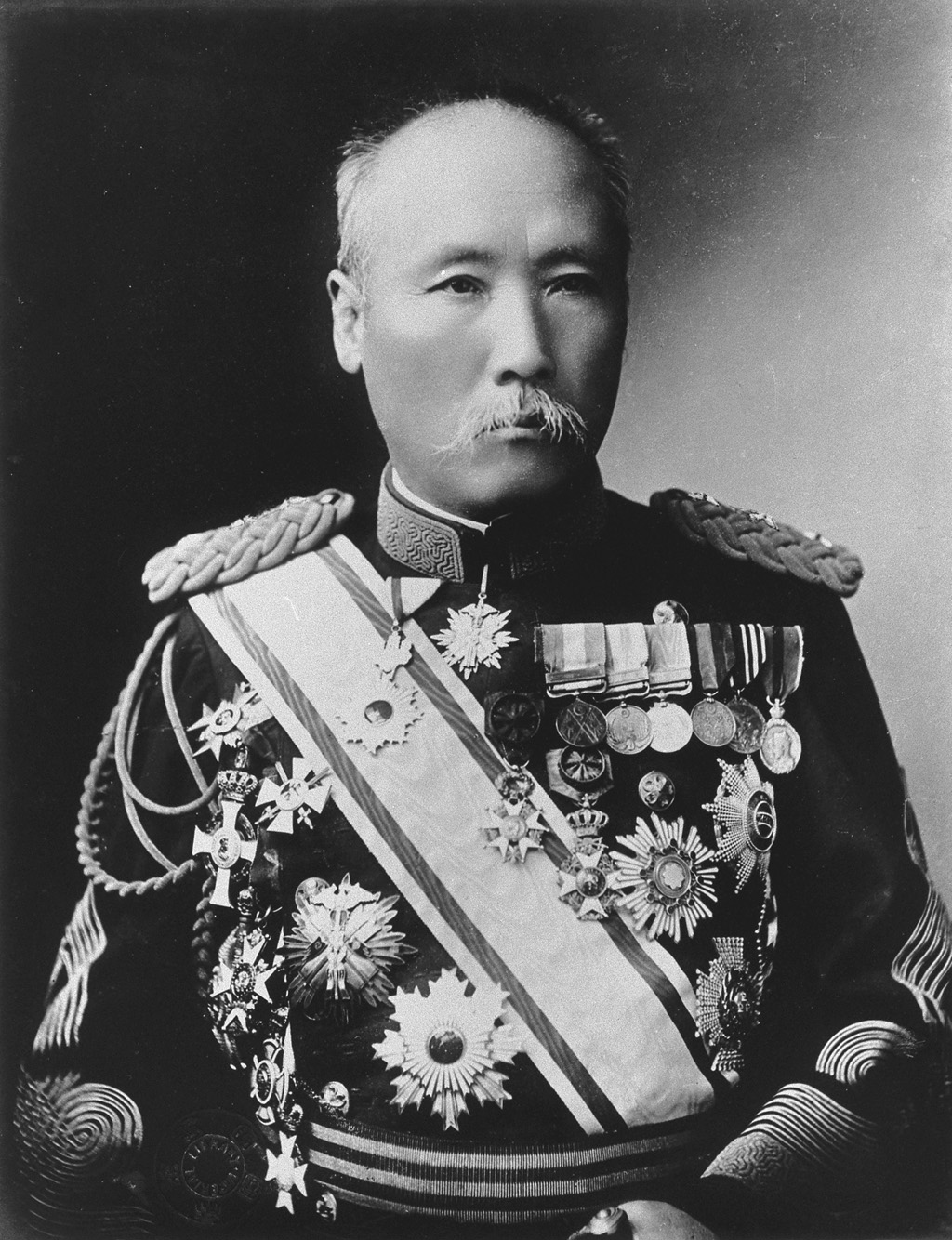
후쿠시마 야스마사

후쿠시마 야스마사(일본어: 福島安正, 1852년 10월 27일~1919년 2월 19일)는 일본 제국의 육군군인, 화족이다. 최종 계급은 육군 대장이다. 작위는 남작.
시나노 마쓰모토성하(지금의 나가노현 마쓰모토시)에서 마쓰모토 번사 후쿠시마 야스히로의 장남으로 태어났다.

## 같이 보기
- 하기노 스에키치(萩野末吉) - 후쿠시마 야스마사의 정보장교